# Tupolev TB-6
Tupolev TB-6 (định danh ban đầu ANT-26; tiếng Nga: Туполев ТБ-6/АНТ-26) là một dự án máy bay ném bom hạng nặng đề xuất trong thập niên 1930, nhưng nó không được đưa vào nghiên cứu chế tạo.

## Tính năng kỹ chiến thuật (TB-6)
Dữ liệu lấy từ Shavrov 1985
Đặc điểm tổng quát
- Chiều dài: 39 m (127 ft 11 in)
- Sải cánh: 95 m (311 ft 8 in)
- Chiều cao:  ()
- Diện tích cánh: 800 m² (8611,1 ft²)
- Trọng lượng rỗng: 50.000 kg (110.231 lb)
- Trọng lượng có tải: 70.000 kg (154.324 lb)
- Động cơ: 12 × Mikulin AM-34FRN kiểu động cơ V12, 671 kW (900 hp)  mỗi chiếc

 Hiệu suất bay 
- Vận tốc cực đại: 300 km/h (162 kn, 186 mph) (ước lượng)
- Tải trên cánh: 88 kg/m² (18 lb/ft²)
- Công suất/trọng lượng: 115 W/kg (0,07 hp/lb)